# Ludwig Crophius

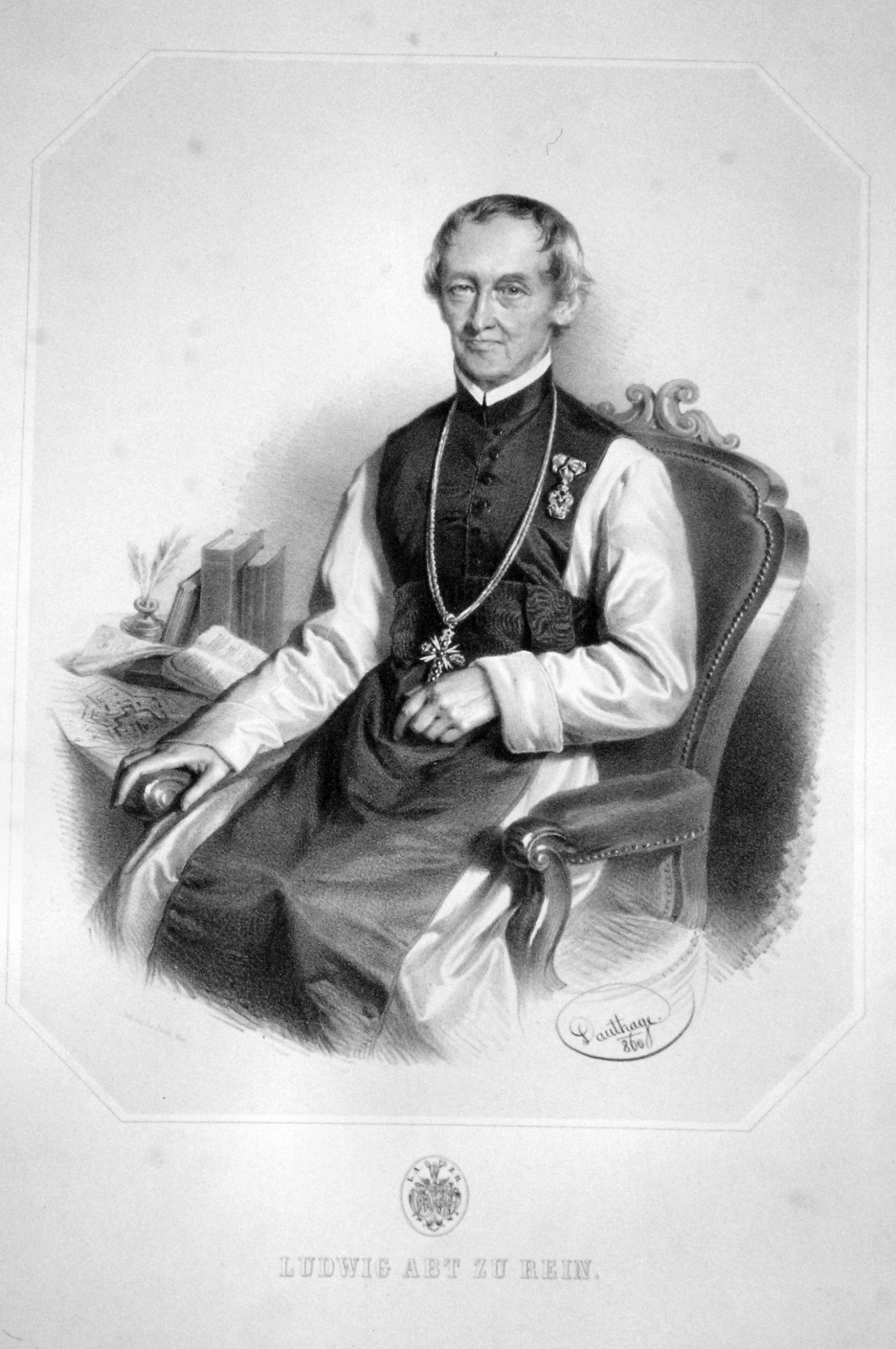
Ludwig Crophius, Lithographie von Adolf Dauthage, 1860

Ludwig Crophius, Edler von Kaisersieg OCist (* 14. September 1792 in Graz; † 24. April 1861 ebenda) war ein österreichischer Zisterzienser und 46. Abt des Stiftes Rein.

## Biografie
Crophius Familie stammte ursprünglich aus Augsburg. Vom 9. April 1823 bis zu seinem Tod war er Abt des Stiftes Rein. Er war ein enger Freund und Mitarbeiter von Erzherzog Johann von Österreich. Crophius war Doktor der Theologie und lehrte als Professor in Salzburg und Graz. Des Weiteren war er Kurator des ständischen Joanneums in Graz sowie Studiendirektor der technischen Lehranstalten, aus denen später die Technische Universität Graz hervorging. Crophius war mehr als 30 Jahre Verordneter des Prälatenstandes im Steiermärkischen Landtag.
Er war Mitglied der K.k. Landwirtschafts-Gesellschaft und Ehrenmitglied des Grazer Musikvereins.